# Alfredo Valdés-Brito Ibáñez
Alfredo Valdés-Brito Ibáñez (1896-1954), más conocido como Alfredo Brito, fue un músico cubano.
Alfredo Brito destacó como músico y compositor así como arreglista. Formó parte de varias orquestas. Fue hermano de Julio Brito y tío de Alfredo BritoValdés-Brito Gamba, también músico, cantante y compositor.

## Biografía
Alfredo Valdés-Brito Ibáñez nació el 6 de junio de 1896 en La Habana, entonces perteneciente a la capitanía general de Cuba del reino de España. Fue hijo  del cubano Alfredo Valdés Brito y la mexicana Julia Ibáñez y hermano de Julio Brito.  Desde niño se dedicó al estudio musical recibiendo clases de Pedro Sanjuán Nortes y aprendiendo a tocar varios instrumentos, como la  flauta, el saxofón, el clarinete, y el piano. También recibió clases del maestro Armando Romeu Marrero con quien perfeccionó todo lo referente a la música y la dirección de orquesta.  Se integró como flautista en la orquesta de Antonio María Romeu Marrero.
Se incorporó a la orquesta de Justo Ángel Azpiazú, conocida como "Don Azpiazu" muy popular en la isla, como saxofonista. Con ella viajó a Nueva York (Estados Unidos) donde realizó el arreglo musical del pregón El manicero, obra de Moisés Simons, convirtiendo el un son que la orquesta "Don Azpiazu" convirtió en un estándar internacional.
En 1930 formó la "orquesta Siboney" en la que participaron músicos como  Carlos Alas del Casino, Rosario García, Esther Borja, Julio Brito, Nena Brito, René Cabell, María Ciérvide, Ramiro Gómez Kemp, Miguel García Oliva, los Hermanos Hernández, Rafael Hernández, Toña la Negra y Pedro Vargas. Con ella participó en programas de radio y realizó muchas grabaciones.
Trabajo en Estados Unidos donde dirigió la orquesta de Paul Whiteman. Compuso música para varias producciones cinematográficas como  Rumba, Yo soy el héroe y Prófugo. También desarrolló la faceta de la composición de música de cámara con varias obras entre las que destacan Fantasía y la Sonata para violín y piano y temas populares como  La flauta mágica (una de las más reconocidas realizada en coautoría con Romeu), Acelera, El volumen de Carlota y El danzón, y La choricera.Fue director musical del Canal 2 de televisión en los comienzos de la década de los años 1950.
El  17 de diciembre de 1954, cuando contaba 58 años de edad, murió en La Habana.

## Obras
Entre los trabajos realizados por Alfredo Brito destacan las obras:
- Caliente.
- Amanecer criollo.
- La mula Rusia.
- Tropicana.